# Carla Estrada
Carla Estrada (született Carla Patricia Estrada Guitrón) (Mexikóváros, 1956. március 11. -) mexikói producer.

## Élete
Carla Estrada 1956. március 11-én született Mexikóvárosban. 1987-ben elkészítette a Quinceañera című telenovellát. 1995-ben elkészítette a Lazos de amor című telenovellát Lucero és Luis José Santander főszereplésével. 1998-ban elkészítette a nagysikerű Titkok és szerelmek sorozatot. 2001-ben Az ősforrás című sorozatot készítette el. 2003-ban a nagysikerű Amor realt készítette el Adela Noriega és Fernando Colunga főszereplésével. Édesanyja Maty Huitrón színésznő.

## Telenovellái

### Mint vezető producer
- Por siempre Joan Sebastian (2016)
- Kettős játszma (Sortilegio) (2009)
- Pasión (2007)
- Alborada (2005-2006)
- Tiszta szívvel (Amor real) (2003)
- Az ősforrás (El manantial) (2001)
- Mi destino eres tú (2000)
- Titkok és szerelmek (El privilegio de amar) (1998-1999)
- María Isabel (1997)
- Te sigo amando (1996)
- Lazos de amor (1995)
- Alondra (1995)
- Más allá del puente (1993)
- Los parientes pobres (1993)
- De frente al sol (1992)
- Amor de nadie (1990)
- Cuando llega el amor (1989)
- Amor en silencio (1988)
- Quinceañera (1987)
- Pobre señorita Limantour (1987)
- Pobre juventud (1986)

## Humoros programok
- El privilegio de mandar (2005-2006)
- La Parodia (2002-2007)
- La hora pico (2000-2007)

## Zenés programok
- La vida es mejor cantando 2011

## Versenyek
- Picardía mexicana 1997-2000

## Sorozatok
- Los doctores  (2012-2013)
- Hoy  (2013-)